# Andora (parafia)
Andora (kat. Andorra la Vella) – jedna z 7 parafii (jednostek administracyjnych) w Księstwie Andory.
Jest najmniejszą jednostką administracyjną kraju, a w jej skład wchodzi stolica kraju – miasto Andora oraz miejscowość Santa Coloma. Parafia graniczy od południowego wschodu z  parafią Escaldes-Engordany (ze stolicą tej parafii, Les Escaldes, miasto Andora tworzy jeden organizm miejski), od północy z La Massana, a od zachodu z Sant Julià de Lòria.
Parafia rozciąga się od doliny rzeki Valira (rzeka stanowi granicę parafii) po pasmo Serra d'Englar ze szczytem Pic de Carroi o wysokości 2317 m n.p.m.
Herb parafii przedstawia trzy rzeki : Valira  del Norte, Valira d'Orient i Riu Madriu, które na terenie parafii łączą się tworząc rzekę Gran Valira.

## Demografia
Liczba ludności w poszczególnych latach: